# Valentin Frank von Franckenstein

Valentinus Frank von Frankenstein

Valentin Franck von Frankenstein (n. 20 octombrie 1643, Sibiu — d. 27 septembrie 1697, Sibiu) a fost un poet și traducător german din Transilvania, comite al sașilor.

## Familia și studiile
Tatăl său, Frank Valentin, a fost primar al Sibiului între 1640 și 1643, iar apoi comite între 1645 și 1648.
Valentin Franck a urmat Liceul Evanghelic din Sibiu. După terminarea liceului, Valentin Frank continuă studiile în Germania, la Universitatea din Altdorf de lângă Nürnberg.
Începe să scrie versuri latinești și, în special, lucrări cu caracter literar, istoric, filosofic și științific, majoritatea în germană și latină. În 1663 publică volumul “Breviculus Pyrotehniae” cu exemple practice în domeniul pirotehnic. Volumul dovedește că a avut acces la manuscrisul primului rachetist din lume, sibianul Conrad Haas.
Întors în Transilvania, Valentin ocupă diferite funcții pe lângă magistratul Sibiului începând cu anul 1668. Versifică în continuare și, într-un poem, publicat în 1671, descrie descoperirea gazului metan, lângă Bazna, de către niște ciobani români.
Afirmându-și talentul lingvistic Valentin Frank realizează în 1679 culegerea de versuri “Hecatombe sententiarum Ovidianarum Germanicae imitatorum”, o traducere liberă a unor sentințe culese de Ovidiu (în germană, în dialectul săsesc transilvănean, maghiară și română). Versurile românești din această culegere, deși sunt numai 80 la număr, prezintă un interes major pentru literatura română: pe de o parte, sunt o  primă traducere din opera lui Ovidiu și, pe de altă parte, una prin primele încercări de versificație românească în Transilvania.

## Cariera politică
În 1681 Valentin Frank este numit întâi notar, apoi consilier princiar și apoi din 1684 jude regal la Sibiu și comes al sașilor. În această calitate a negociat din partea sașilor păstrarea privilegiilor de autonomie în Diploma leopoldină din 1691.
În anul 1692 Sibiul a devenit capitala Transilvaniei. În același an Valentin Frank a fost înnobilat. 
În 1696 publică lucrarea “Breviculus Originum Nationum”, în care explică originea sașilor în Transilvania.
Încetează din viață la Sibiu, în 1697.

## Scrieri
- Decas quaestionum philosophicarum. Hermannstadt, 1663.
- Exercitatio philosophica de aequitate, Altdorf, 1666.
- Jus Publicum Transsilvaniae, Scherzeri Definitiones theologicae Cibinii. (In usum praelectionum scholasticarum), Decas Quaestionum philosophicarum illustrium. Cibinii 1676., Liber niger Frankianus.
- Hundert sinnreiche Grabschriften etlicher tugend- und lastgerhaften Gemüther, zu Liebe und stets grünenden Ehren des unsterblichen Dichtergeistes. Hermannstadt, 1677.
- Hecatombe Sententiarum Ovidianarum, germanice imitatarum, d. i. Nachahmung auserlesener Sprüche des berühmten Poeten Ovidii Nasonis. Hermannstadt, 1679. (Traduceri de versuri ale poetului Publius Ovidius Naso în germană, română, maghiară și în dialectul săsesc )
- Favor Avonius quodam erga D. Valentinum Franck Juniorem, Patricium Cibiniensem, declaratus a nonnullis fautoribus et amicis, nunc vero in eorundem Authorum gratiam et honorem lege talionis vulgatus. Hermannstadt, 1679.
- Rosetum Franckianum, Viena, 1692.
- Breviculus Originum Nationum et praecipue Saxonicae in Transsilvania, cum nonnullis aliis observationibus ad ejusdem jura spectantibus, e ruderibus Privilegiorum et Historicorum desumtus. Hermannstadt, 1696.
- Breviculus Pyrotechnicus memoriae artificium in ea re commendatus. Cibinii, 1697.